# "スカーフェイス"・ジョン・ウィリアムズ
"スカーフェイス"・ジョン・ウィリアムズ (英語: ”Scarface”John Wiliams, 1938年10月19日 - 1972年3月4日)は、米国のR&Bシンガー。ヒューイ・"ピアノ"・スミス・アンド・ザ・クラウンズのオリジナル・メンバーのひとり。
また、ニューオーリンズ特有のマルディグラ・インディアンのトライブ（部族）、アパッチ・ハンターズのビッグ・チーフ（酋長）としても知られている。ワイルド・チャピトゥーラスやネヴィル・ブラザーズが歌う「Brother John」は、彼の死を悼んでシリル・ネヴィルが書いた曲である。

## 来歴
ウィリアムズは、1938年10月19日、16歳だった母親メアリー・パーマーの下に生まれ、生後間もなくアデルとルーシャス・ウィリアムズ夫妻に養子に出された。養母はニューオーリンズで活動するゴスペル歌手であり、幼いジョンに音楽的に大きな影響を与えたという。ウィリアムズのニックネーム「スカーフェイス（傷顔）」は、幼い頃に交通事故で顔の目から顎にかけてついてしまった長い傷に由来していた。
1957年、シャーリー&リーのバンド・メンバーとしてツアーをしていたヒューイ・"ピアノ"・スミスがボビー・マーシャンと自らのグループ、ザ・クラウンズを結成するために脱退し、ウィリアムズとシドニー・レイフィールドに声をかけた。同年、エイスよりリリースされたクラウンズのデビュー曲「ロッキング・ニューモニア・アンド・ザ・ブギウギ・フルー」で、ウィリアムズはリード・ヴォーカルを務めた。ウィリアムズはこの他、クラウンズの「Genevieve」、「Tu-Ber-Cu-Lucas And The Sinus Blues」、「Beatnik Blues」、「Quit My Job」といった楽曲でもリード・ヴォーカルを担当し、黄金期のクラウンズを支えた。
ギグのギャラに不満を持ったウィリアムズは1959年にグループを脱退、同じくクラウンズから抜けたユージン・ハリス、ジェイムズ・ブラックとザ・ティック・トックスというクラウンズを模したグループを結成し、活動するようになった。ラッシュ・レーベルなどからシングルもリリースするが、大きな成功を収めることはなかった。
1970年には、ヒューイ・スミスと再び合流し、「ロッキング・ニューモニア・アンド・ザ・ブギウギ・フルー」の再演を始め、数曲をコティリオン・レコードにレコーディングした。
1972年3月4日、ニューオーリンズのバーで喧嘩の仲裁に入ったウィリアムズは、刃渡り20センチの肉切り包丁で首と心臓を刺され、死去した。33歳だった。
シリル・ネヴィルはウィリアムズを追悼し「Brother John」を作詞・作曲し、彼が参加した1976年リリースのワイルド・チャピトゥーラスのアルバム『The Wild Tchoupitoulas』で演奏した。このアルバムへ彼の兄弟たちの参加がきっかけとなり、1977年、ネヴィル・ブラザーズが結成され、彼らもこの曲をレパートリーとして演奏するようになった。
「Brother John」では以下のように歌われている：
ブラザー・ジョンは死んでしまった
あの朝のことはよく覚えている
ブラザー・ジョンは死んでしまった
ブラザー・ジョンが倒れたあの朝のことは覚えている
ブラザー・ジョンは死んでしまった

## ディスコグラフィー

### シングル
| 年     | 曲名                                                                            | レーベル             |
| 1962年 | "Stop" b/w "True By You" The Tic Tocs Featuring Johnny Williams名義             | Rush 1042            |
| 1966年 | "A Little Tighter" b/w "Operation Heartache" John Williams & The Tick Tocks名義 | Sansu 459            |
| 1966年 | "The Rubaiyats–Omar Khayyam" b/w "Do Me Like You Do Me"B面のみ                  | Sansu Charly S-180-A |